# Prionofrontia
Prionofrontia là một chi bướm đêm thuộc họ Erebidae.